# Peloconus
Peloconus is een kevergeslacht uit de familie van de boktorren (Cerambycidae). De wetenschappelijke naam van het geslacht werd voor het eerst geldig gepubliceerd in 1906 door Jordan.

## Soorten
Peloconus is monotypisch en omvat slechts de volgende soort:
- Peloconus junodi Jordan, 1906